# Alleghenische orogenese

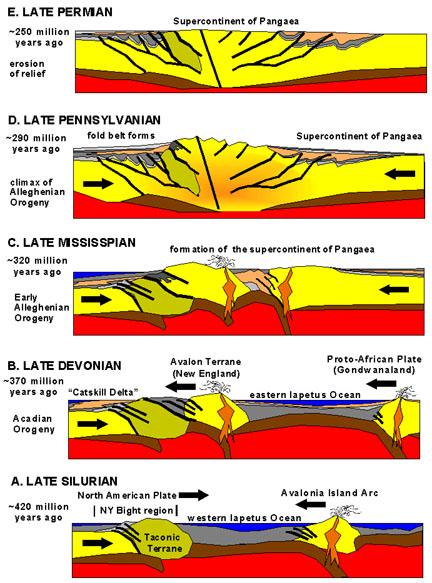
Paleozoïsche ontwikkeling van de Appalachen van onder naar boven, waarbij de Taconische (A), Acadische (B) en Alleghenische (C, D) orogeneses te volgen zijn. Links is west, rechts is oost.

De Alleghenische orogenese was een fase van gebergtevorming die in het oosten van Noord-Amerika wordt teruggevonden. Deze fase is genoemd naar de Allegheny Mountains, een deelketen van de Appalachen. Ze duurde ongeveer van 350 tot 260 miljoen jaar geleden en valt daarmee in de periodes Carboon en Perm.
De Alleghenische orogenese was het gevolg van continentale collisie tussen de paleocontinenten Gondwana en Laurussia. De lithosfeer van het huidige oosten van Noord-Amerika kwam daardoor tegen het noordwesten van het huidige Afrika aan te liggen. Zowel in Noord-Amerika als het noorden van Afrika (met name in de Anti-Atlas) zijn hiervan de sporen te zien, maar de naam Alleghenisch wordt voornamelijk in Noord-Amerika gebruikt. In Afrika en Europa wordt dezelfde fase, die in Europa overigens iets eerder plaatsvond, meestal de Hercynische of Varistische orogenese genoemd.
In de geologische geschiedenis van de Appalachen is de Alleghenische orogenese de laatste van een serie Paleozoïsche fases van gebergtevorming. Ze volgde op de Acadische (410-390 miljoen jaar geleden) en Taconische (480-430 miljoen jaar geleden) orogeneses.